# Mari Kiviniemiová
Mari Johanna Kiviniemi (* 27. září 1968 Seinäjoki) je finská politička a finská premiérka od června 2010 do června 2011. V letech 2005–2006 zastávala funkci ministryně zahraničního obchodu a rozvoje, mezi roky 2007 a 2010 byla ministryní pro veřejnou správu a samosprávu.

## Životopis
Vyrůstala na venkově, školu absolvovala v Jalasjärvi. V průběhu středoškolských studií strávila rok na výměnném pobytu v Německu. V roce 1988 nastoupila na Helsinskou univerzitu, kde studovala ekonomii. V roce 1994 získala titul magistra. V roce 1995 si vzala obchodníka Juha Mikael Louhivuori, se kterým má dvě děti.
Její politická kariéra začala v roce 1991, když poprvé kandidovala do parlamentu. V roce 1995 opět kandidovala ve volbách a díky zisku 9 350 hlasů získala mandát za oblast Etelä-Pohjanmaa. Je také členkou helsinské městské rady. V roce 2003 byla zvolena do vedení strany Finský střed (KESK). Do června 2008 zastávala funkci jednoho ze tří místopředsedů. V roce 2004 se stala zvláštní poradkyní premiéra Matti Vanhanena. V září 2005 se stala dočasně ministryní za členku vlády, která odešla na půlroční mateřskou dovolenou. V dubnu 2007 se pak stala ministryní pro veřejnou správu a samosprávu. V lednu 2010 – měsíc poté, co premiér Vanhanen oznámil, že opustí vedení strany KESK – oznámila svou kandidaturu na předsedkyni strany. Předseda strany byl volen na sjezdu 12. června 2010 v Lahti. Předsedkyní byla zvolena ve druhém kole volby. V pátek 18. června 2010 pak premiér Vanhanen požádal finskou prezidentku Tarju Halonenovou o zproštění funkce. 22. června pak Kiviniemiová získala v parlamentu důvěru 115 z 200 poslanců a funkci premiérky zastávala až do zformování nové vlády pod vedením Jyrkiho Katainena, vzešlé z voleb v dubnu 2011.